# Pariah (película)
Pariah es una película dramática estadounidense de 2011 dirigida y escrita por Dee Rees. Relata la historia de Alike (Adepero Oduye), una joven afroamericana que debe enfrentar los prejuicios de su lesbianismo. Fue estrenada en el Festival de Cine de Sundance en 2011.

## Sinopsis
Alike es una chica afroamericana de 17 años que pasa el rato en clubes con su amiga abiertamente lesbiana Laura. Lenta y firmemente asume su propia identidad como lesbiana, usando prendas holgadas y ropa interior masculina. Su madre Audrey no aprueba ni su ropa ni su amistad con Laura. Al albergar crecientes sospechas sobre la sexualidad de Alike, Audrey la obliga a vestir ropa femenina y trata de detener cualquier influencia de Laura presionando a Alike para que se haga amiga de Bina, una joven de su iglesia.

## Reparto
- Adepero Oduye es Alike.
- Aasha Davis es Bina.
- Charles Parnell es Arthur.
- Kim Wayans es Audrey.
- Pernell Walker es Laura.
- Sahra Mellesse es Sharonda.

## Recepción
Pariah fue bien recibida por la crítica especializada, con un 93% de comentarios positivos en la página Rotten Tomatoes, basados en 103 reseñas. El portal AutoStraddle ubicó a Pariah en la sexta posición de su lista de las 102 mejores películas de temática lésbica de la historia.